# Falsche Kuckuckswespe
Die Falsche Kuckuckswespe (Dolichovespula adulterina) ist eine Kuckuckswespe aus der Ordnung der Hautflügler (Hymenoptera). Sie lebt als Sozialparasit von der Sächsischen Wespe (Dolichovespula saxonica). Ihr Stich schmerzt beim Menschen nur wenig.

## Merkmale
Die Wespen erreichen eine Körperlänge von 14 bis 17 Millimetern (Weibchen) bzw. 12 bis 15 Millimetern (Männchen). Der Fleck am Clypeus und die gelbe Hinterleibszeichnung sind variabel. Die Männchen sind von den anderen Arten der Gattung Dolichovespula nur durch eine Genitaluntersuchung zu unterscheiden.

## Vorkommen
Die Art kommt von den Pyrenäen über Nord- und Mitteleuropa östlich bis nach Japan vor. Man findet sie aber auch im östlichen Nordamerika. Sie besiedelt wie ihre Wirtsart verschiedene offene Lebensräume und kommt auch in der Nähe des Menschen vor. Sie kommt in Mitteleuropa verbreitet vor und fliegt von Mitte Juni bis Ende August. Junge Tiere der neuen Generation fliegen ab Mitte Juli. 

## Lebensweise
Die Falsche Kuckuckswespe ist ein Sozialparasit der Sächsischen Wespe. In Nordamerika wird jedoch Dolichovespula arenaria parasitiert. Die Weibchen fliegen auf der Suche nach Wirtsnestern im charakteristischen Taumelflug umher. Dringt ein Weibchen in ein Wirtsnest ein, verhält es sich apathisch und lässt die Angriffe geschützt durch ihren starken Chitinpanzer über sich ergehen. Vermutlich werden dabei auch Pheromone abgegeben. Haben sich die Wirtstiere beruhigt, tötet der Eindringling die Königin mit einem Stich und entfernt Eier und Larven. Anschließend werden die Zellen mit vielen eigenen Eiern belegt, die verhältnismäßig rasch produziert werden. Die Arbeiterinnen des Wirtsnestes sorgen für die Aufzucht der neuen Brut. Da die Weibchen der Falschen Kuckuckswespe nur eine kurze Lebensdauer haben und keine weiteren Arbeiterinnen ausgebildet werden, bleiben die Nester mit meist zwei Waben recht klein.